# Slag bij El Bruc
De Slagen bij El Bruc waren twee bloederige slagen die in het begin van juni 1808 werden uitgevochten tussen de Spaanse opstandelingen en het keizerlijke Franse leger in de Spaanse Onafhankelijkheidsoorlog.

## Verloop
Een Frans detachement soldaten marcheerde op 4 juni onder leiding van generaal Schwarz van Barcelona in de richting van Zaragoza-Lerida. Door een regenstorm liep het leger veel vertraging op. De vertraging gaf de kans aan de Spaanse militie, voornamelijk afkomstig uit de omringende Catalaanse dorpen, en de Zwitserse landsknechten uit Barcelona om hun krachten te bundelen. Het Spaanse leger werd geleid door Antonio Franch.
De slag werd een enorm succes voor het Spaanse leger. Generaal Schwarz moest de aftocht blazen. De Spanjaarden waren er zelfs in geslaagd om een Keizerlijke Adelaar te veroveren. Ruim een week later, 14 juni, viel een klein contingent Franse soldaten El Bruc aan, ze wisten enkele huizen in vlammen te zetten voor ze werden verslagen.